# Kirche Liebschütz

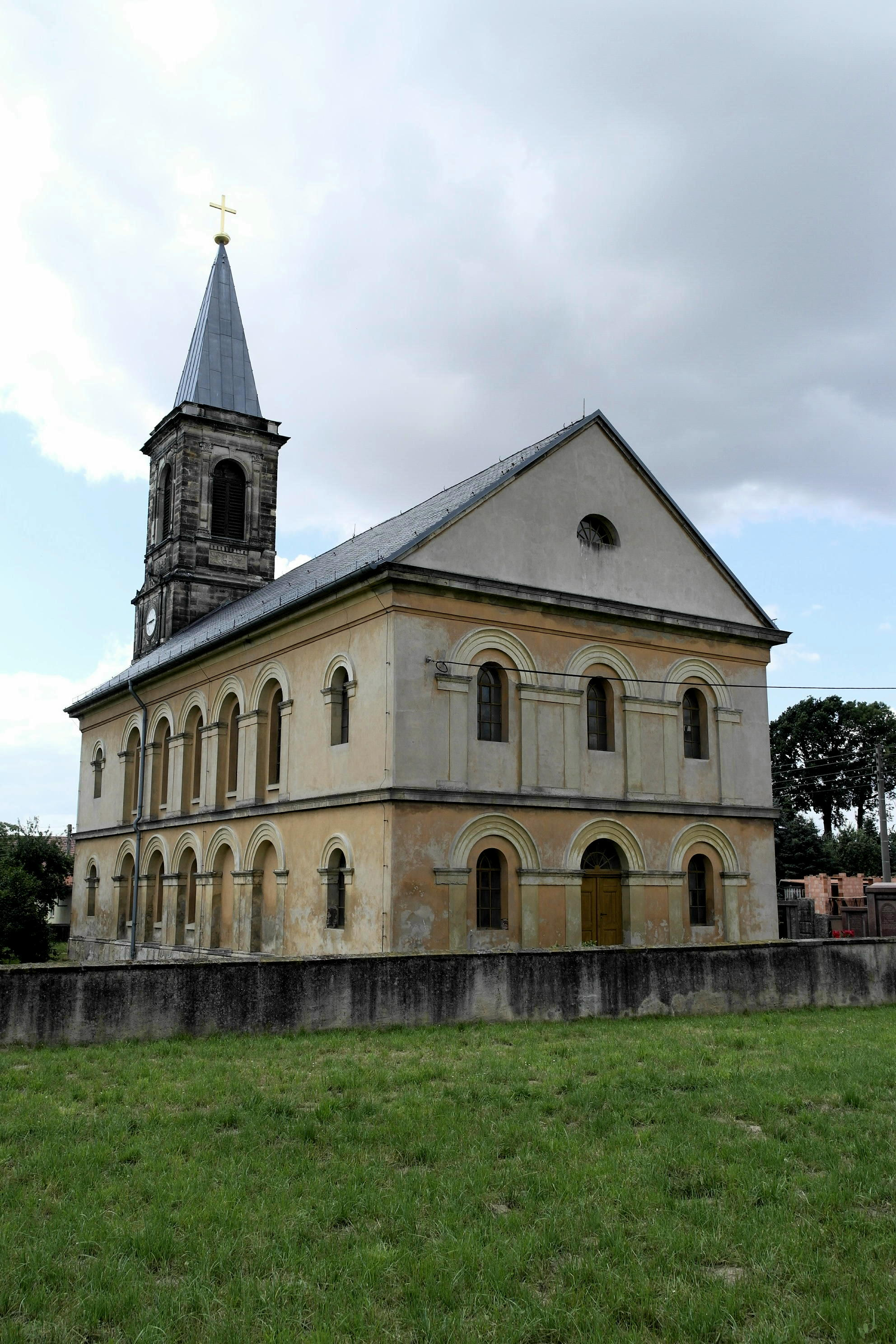
Ansicht

Die denkmalgeschützte evangelisch-lutherische Kirche Liebschütz befindet sich im Ortsteil Liebschütz der Gemeinde Liebschützberg im Nordsachsen im ländlichen Gebiet zwischen Oschatz, Riesa und Strehla.

## Inneres der Kirche
Das einfache und schmucklose Innere mit vorgeblendeten Arkaden und umlaufenden Putzbändern ist in einem hellen Weißton gehalten, die Wände sind dezent farblich abgesetzt. An der Ostwand befindet sich die Kanzel und unterhalb der Altar in einer schmucklosen Mensa und ohne Altarwand. Ursprünglich bestand das Geläut aus drei Bronzeglocken. Die älteste wurde vom Vorgängerbau übernommen, während die beiden kleineren Glocken im Jahr 1841 angeschafft worden sind. Die Glocken mussten als Metallspende zu Rüstungszwecken in beiden Weltkriegen abgegeben werden. Zwischenzeitlich läuteten Gussstahlglocken.

## Geschichte

### Bis 1800
Urkundlich wird der Ortsname Lubezic um 1233 genannt. Eine weitere Erwähnung als Lobeswicz findet man 1445 im Verzeichnis des Adels und der Dörfer des Amtes Oschatz. Eine Kirche war bereits vorhanden, denn für sie wurde um 1530 ein neuer Altar angeschafft. Der Taufstein stammt wohl aus dem 14. Jahrhundert und befindet sich im Park Zöschau als Blumengefäß. Im Dreißigjährigen Krieg um 1649 wurde der Ort mehrfach verwüstet, sodass am Ende nur noch ein Bauerngut vorhanden war. Der Zustand der alten kleinen Kirche verschlechterte sich, sodass man sich der Kirchgemeinde Wellerswalde anschloss. Um 1500 wird sie Filialkirche von Wellerswalde (Archidiakonat Dompropstei, sedes Oschatz/Mn). Um 1887 wurde ein neues Schulgebäude neben der Kirche errichtet.

### Kirchenneubau
In den Jahren 1838 bis 1841 erfolgte nach Plänen des Amtsmaurermeisters Richter aus Oschatz ein Kirchenneubau. Geplant war ein rechteckiges Kirchenschiff mit fünf Fensterachsen, zwei übereinanderliegenden Rundbogenfenstern an jeder Seite und drei an der Rückfront (Südseite) im klassizistischen Stil, mit einem Turm an der Westseite der Kirche.
Nachdem das Langhaus fertiggestellt war, begannen die Arbeiten am Turm. Kurz vor der Vollendung stürzte der bereits um 36 Sächsische Ellen (20,38 Meter) hohe Turm während der Bauarbeiten in sich zusammen. Dabei kam der Maurergeselle Johann Gottlob Weise ums Leben. Das Langhaus besteht aus Mischmauerwerk und putzseitigen Fassaden. Die feierliche Kirchenweihe fand am 20. Mai 1841 unter großer Anteilnahme statt. Erst um 1871 wurde der zweite Versuch unternommen, den Turm zu errichten. Dabei wurde erstmals in Sachsen ein Fundament aus Estrichzement (Beton) für einen Turmbau angewandt. Die Extrakosten von 10.000 Thalern wurden aus der Kirchenkasse gezahlt. In dem sandsteinverkleideten Turm gelangt man über den Treppenaufgang zu den Emporen und der Orgelempore an der Westseite. Die Orgel aus dem Jahr 1871 ist ein Werk von Richard Kreutzbach aus Borna bei Leipzig.

### Seit 1900
Um 1900 erhielt der Leipziger Architekt Julius Zeisig aus Leipzig den Auftrag für eine Umgestaltung der Kirche. Dabei wurden folgende Veränderungen ausgeführt: Verkürzung der Emporen an der Altarseite, Wegfall der verglasten Betstübchen, Verkleinerung der Schifffenster unter Formhaltung des Baustiles, Einbau neuer Fenster mit zweifacher Verglasung sowie ein Neuanstrich der Kirche und der Kircheneinrichtung. In der Folgezeit wurden Instandhaltungsarbeiten und notwendige Reparaturen eigenständig von der Gemeinde ausgeführt. In den 1990er Jahren wurden die Dächer neu gedeckt und eine neue elektrische Läuteanlage installiert. Im Jahr 2006 erfolgten Sicherungsarbeiten am Kirchturm, das Turmkreuz wurde erneuert und das hölzerne Dachtragwerk saniert.
Im Jahr 2007 wurde eine neue Bronzeglocke von Mitteln der Gemeinde angeschafft. Die zweite Glocke stammt aus der Kirche in Strehla. Die ausgemusterte dritte Glocke erklingt auf dem Liebschützberg zu festlichen Anlässen. Ab 2011 gehörte die Kirche Liebschütz zur Bornaer evangelisch-lutherischen Kirchengemeinde, seit 2020 zur Kirchgemeinde Oschatzer Land im Kirchenbezirk Leisnig-Oschatz der Evangelisch-Lutherischen Landeskirche Sachsens.

## Geläut
Das jetzige Geläut besteht aus zwei Bronzeglocken, eine im Jahr 2007 gegossene aus der Glockengießerei Lauchhammer.
Der Glockenstuhl besteht aus einer Holzkonstruktion wie auch die Glockenjoche.
Im Folgenden eine Datenübersicht:
| Nr. | Gussdatum | Gießer                      | Durchmesser | Masse  | Schlagton |
| --- | --------- | --------------------------- | ----------- | ------ | --------- |
| 1   | 2007      | Glockengießerei Lauchhammer | 767 mm      | 291 kg | des´´-10  |
| 2   | 1605      | Glockengießerei unbekannt   | 645 mm      | 177 kg | f´´-7     |

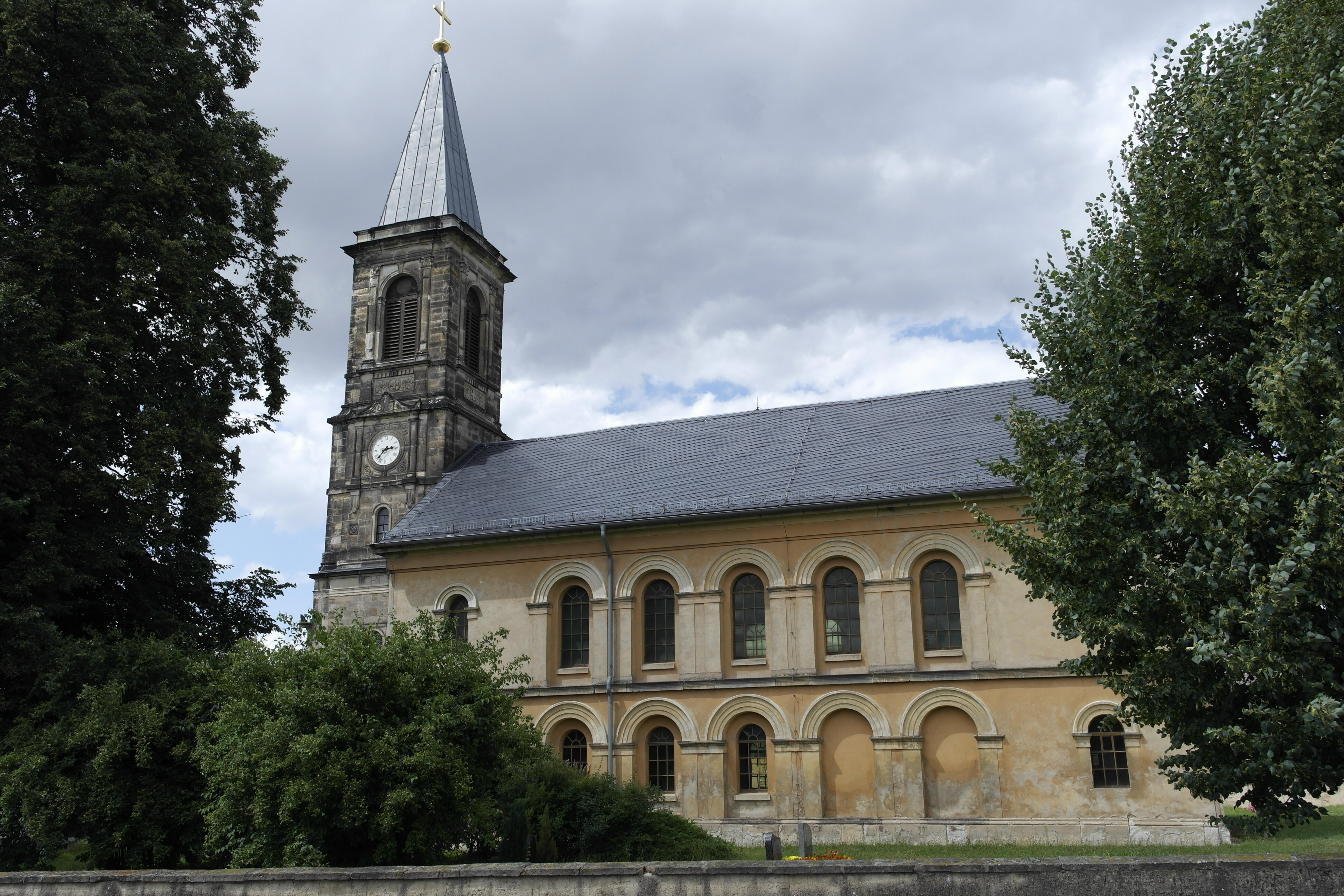
Südansicht
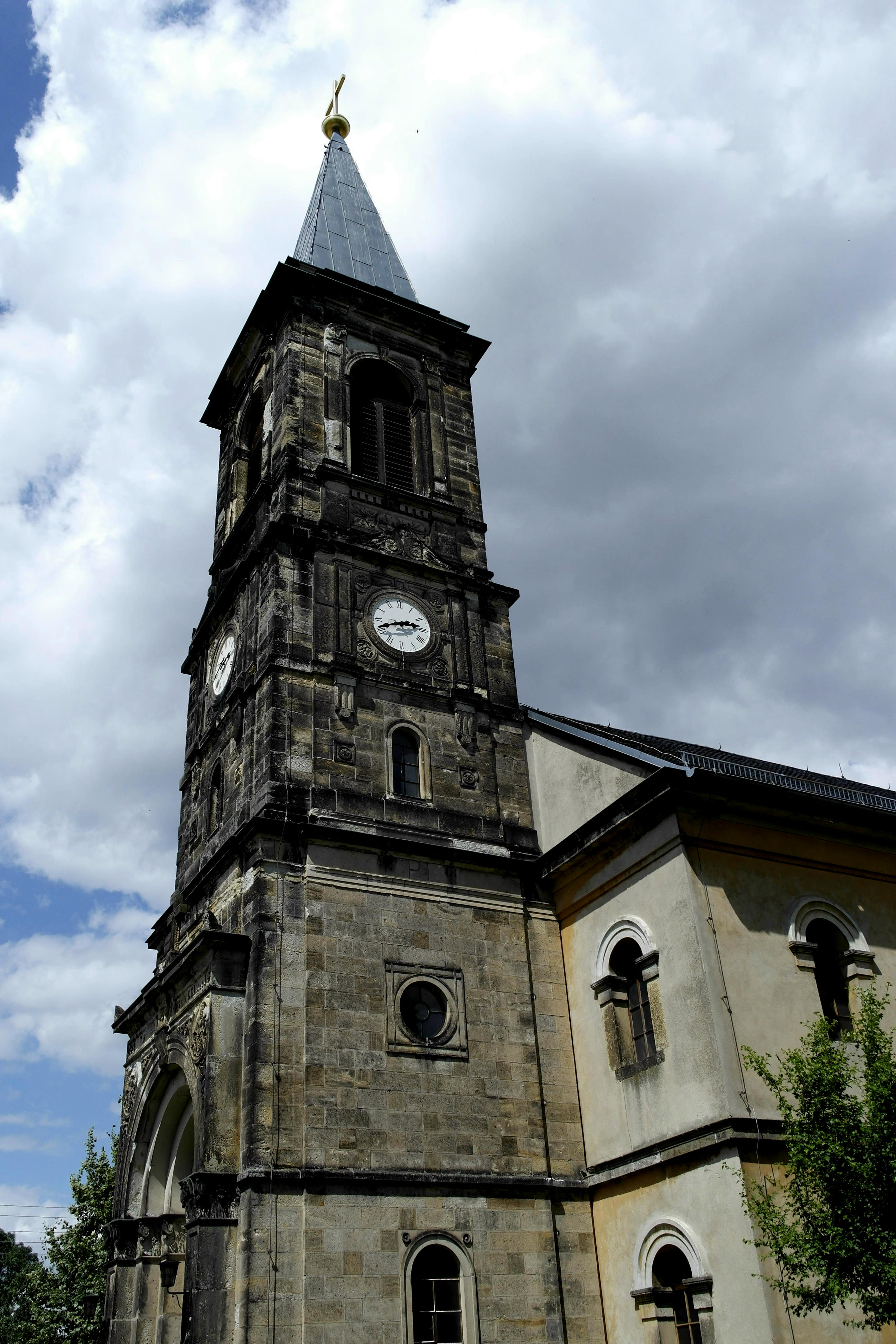
Westansicht
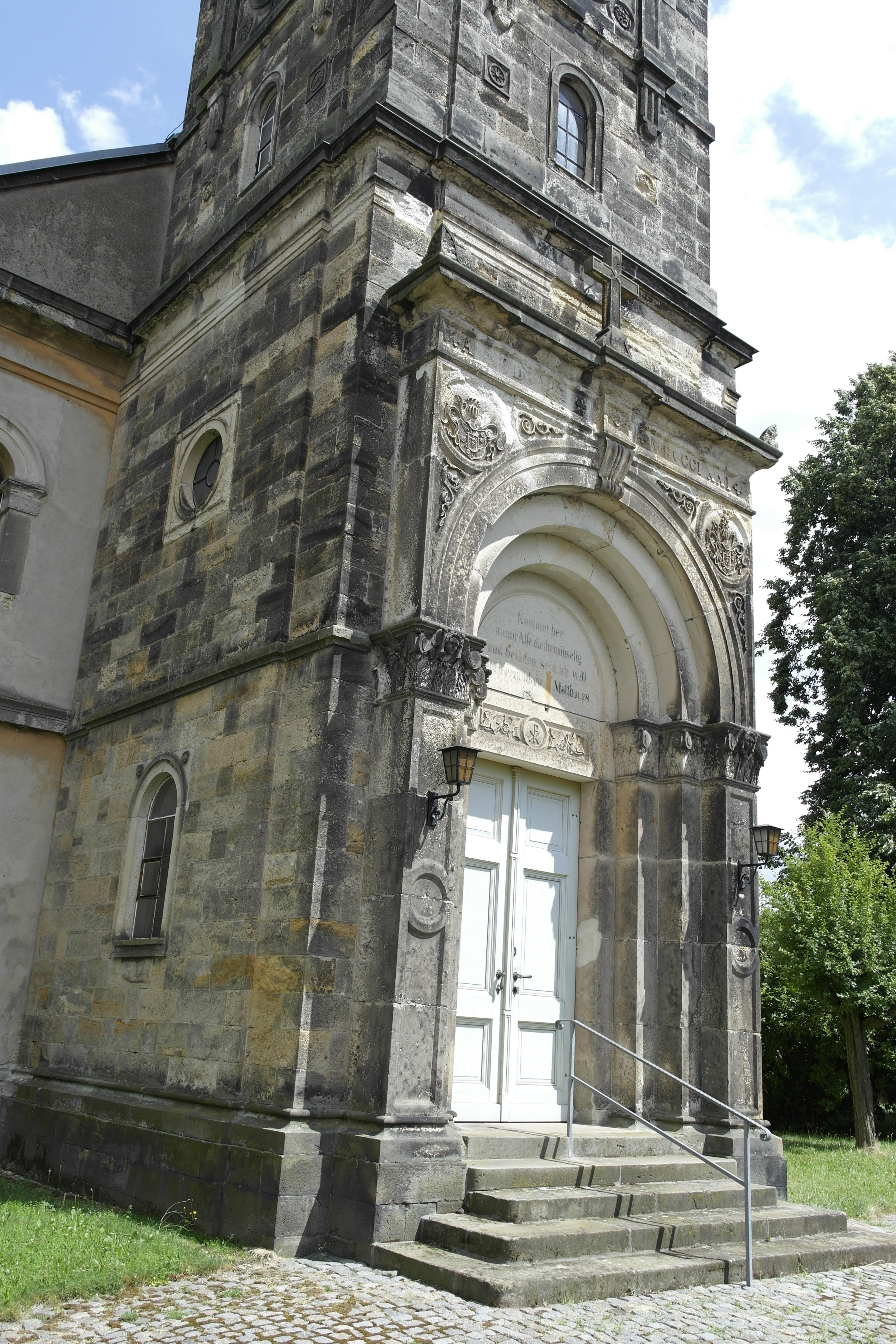
Eingangsportal
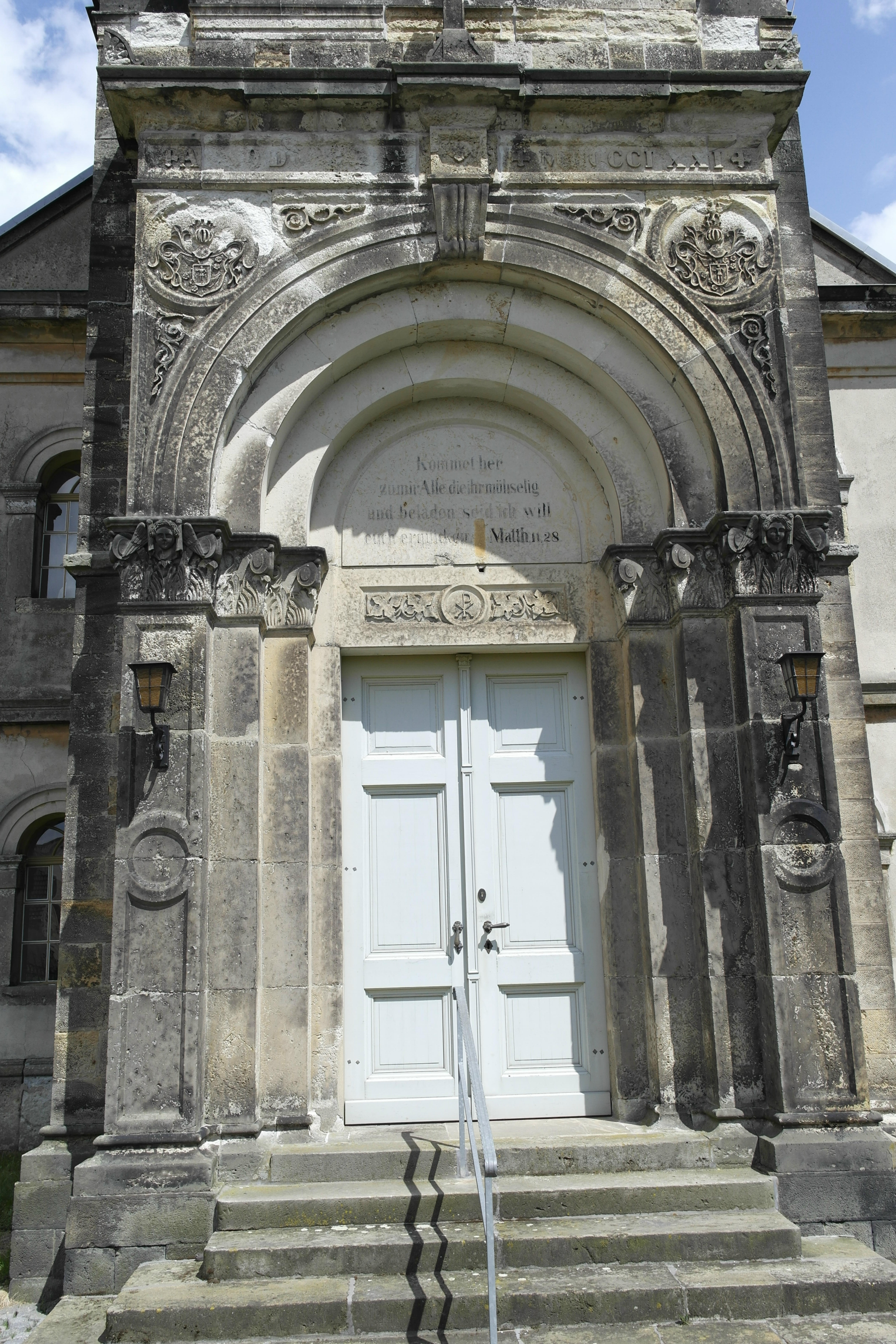
Eingang
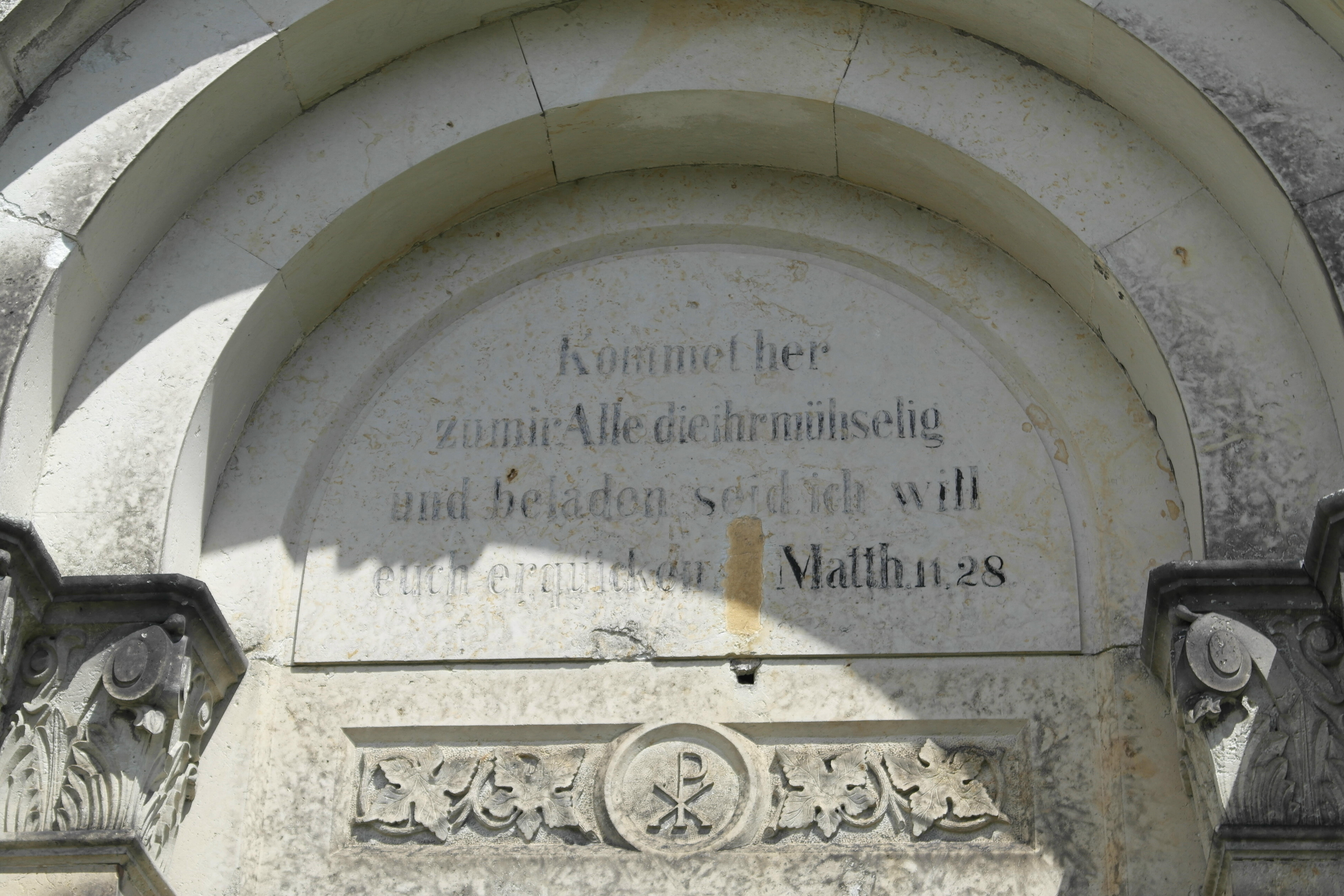
Eingang Detail